# Дубровский, Фёдор Фомич
Фёдор Фоми́ч Дубро́вский (4 [17] апреля 1901 — 3 марта 1970) — Герой Советского Союза, в годы Великой Отечественной войны командовал партизанской бригадой, генерал-майор.
Один из организаторов партизанского движения в Беларуси, командир Чашникской партизанской бригады «Дубова».

## Биография

Могила Ф. Ф. Дубровского на Восточном кладбище Минска.

Фёдор Фомич Дубровский родился 4 (17) апреля 1901 в деревне Замошье ныне Ушачского района Витебской области Беларуси в семье крестьянина, по национальности белорус.
В 1918 году Дубровский Ф. Ф. вступил в Красную Армию, участвовал в Гражданской войне. В 1923 году уволен из Красной Армии в запас. С 1931 года Дубровский Ф. Ф. является членом ВКП(б) (КПСС). В 1932 году окончил Высшую центральную колхозную школу. После этого работал председателем колхоза, председателем сельского Совета, директором МТС в Витебской области.
В 1939 году Дубровский Ф. Ф. снова поступает на службу в Красную Армию и принимает участие в освобождении Западной Белоруссии, в 1939—1940 годах участвует в советско-финляндской войне.
С июня 1941 года Дубровский Ф. Ф. участвует в Великой Отечественной войне. Часть, где служил Дубровский Ф. Ф., под натиском немецко-фашистских войск с боями отходит на восток. В Ржеве Дубровский Ф. Ф. направлен в группу, созданную для организации подпольной и партизанской борьбы на территории Белоруссии.
В августе 1941 года назначен командиром партизанского отряда в Ушачском районе, в августе 1942 года при организации в Полоцко-Лепельской партизанской зоне партизанской бригады «Дубова» назначается её командиром. Осенью 1942 года партизанская бригада «Дубова» в соответствии с решением БШПД для продолжения боевых действий перебазируется в Чашникский район.
1-й, 2-й и 3-й отряды Чашникской партизанской бригады «Дубова» 19 января 1943 года громили гарнизон немцев в городском посёлке Чашники.
2-й, 3-й и 4-й отряды участвовали в Лепельской операции в октябре 1943 года. В операции принимало участие более 20 партизанских бригад и полков из Витебской (из Полоцко-Лепельской партизанской зоны) и Минской областей под общим командованием Дубровского Ф. Ф..
К концу осени 1943 года соединение под командованием Дубровского Ф. Ф. разгромило 22 немецких гарнизона, а также принимало активное участие в «рельсовой войне».
Постановлением Совета Народных Комиссаров СССР от 16 сентября 1943 года Фёдору Фомичу Дубровскому присвоено воинское звание «генерал-майор».
За умелую организацию подпольной и партизанской борьбы в тылу врага Указом Президиума Верховного Совета СССР от 16 сентября 1943 года генерал-майору Дубровскому Фёдору Фомичу присвоено звание Героя Советского Союза с вручением ордена Ленина и медали «Золотая Звезда», под номером 3509.
После освобождения Белоруссии летом 1944 года от немецко-фашистских войск Дубровский Ф. Ф. до 1953 года работает секретарём Чашникского райкома КП(б)Б (КПБ), а затем — директором совхозов имени В. И. Ленина и «Новые Зеленки» Витебской области.
3 марта 1970 года Федор Фомич Дубровский скончался в Минске. Был похоронен на Восточном кладбище Минска.

## Награды
За время жизни Дубровский был награждён орденом Ленина, орденом Суворова II степени, орденом Отечественной войны II степени, орденом Красного Знамени и различными медалями.

## Память
- Около деревни Пышно Лепельского района Витебской области Белоруссии партизанам бригады Дубова установлен памятник[2].
- В деревне Замошье — родине Ф. Ф. Дубровского установлен памятный знак.
- Памятник Ф. Ф Дубровскому в Новолукомль[3]
- В городе Новолукомль (Чашникский район Витебская область Белоруссия) именем Ф. Ф. Дубровского назван лицей строителей (в настоящее время лицей закрыт).
- Имя Ф. Ф. Дубровского присвоено средней школе № 1 г. Новолукомля[4][5]